# 良口乡
良口乡，是中华人民共和国广西壮族自治区柳州市三江侗族自治县下辖的一个乡镇级行政单位。

## 行政区划
良口乡下辖以下地区：
布糯村、燕茶村、和里村、南寨村、归斗村、产口村、晒江村、滚良村、大滩村、良口村、白毛村、仁塘村、孟龙村、良帽村和寨塘村。

## 文化

### 风俗
良口乡的和里、欧阳、南寨、寨贡等村，在当地长期是视为一个联系紧密的跨村落共同体，称为五百和里（“五百”即五百户之意）。由清代中期开始当地逐步举办三王神诞，有祭祀、做神功戏和芦笙歌唱等活动。